# Jehuda Cresques
Pour les articles homonymes, voir Cresques.

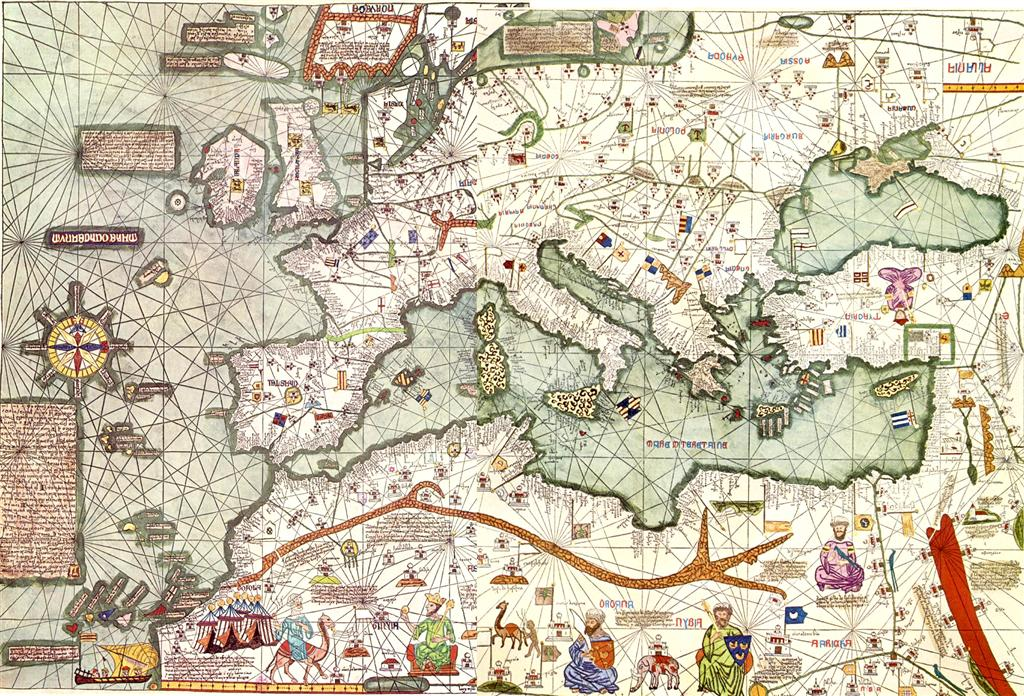
L'Atlas catalan

Jehuda Cresques (1350-1410 ou 1427 ?), également connu sous les noms de Jafuda Cresques et Jaume Riba, est un cartographe majorquin, de la Couronne d'Aragon.

## Biographie
D'origine juive et même « chueta » (communauté juive persécutée), il détient un rôle de premier plan dans la coordination de l'exploration maritime portugaise grâce à son action à l'école navale de Sagres .
Fils d'un autre cartographe célèbre, Abraham Cresques, Jehuda est né à Majorque, en Espagne, et a appartenu à l'école de cartographie de Majorque. Avec son père, il est probablement l'auteur de l'Atlas catalan de 1375[réf. souhaitée].
Le travail de Cresques a été recherché. En 1390, le roi Jean Ier a payé la somme de 60 livres et 8 sous pour l’une de ses cartes.
Né dans une famille juive, il doit se convertir au christianisme après les persécutions religieuses qui eurent lieu dans le royaume d'Aragon et dans toute l'Espagne en 1391. Les rescapés des agressions furent tous contraints au baptême. Il a ensuite adopté le nom Jaume Riba (« Jacobus Ribus » en latin ). Il est resté à Majorque où il aurait été connu sous le surnom de « lo Jueu buscoler » (le chercheur juif) ou « el jueu de les bruixoles » (le juif des boussoles).

## Maître Jaime de Maiorca
Les premières informations concernant la venue au Portugal d'un cartographe nommé « Jaime » Ribes, originaire de l'île de Majorque, à la demande du prince Henri le Navigateur, en 1419, sont fournies par l'explorateur Duarte Pacheco Pereira dans son Esmeraldo de situ Orbis  (vers 1507, p. 58). Le chroniqueur João de Barros indique dans son Decadas de Asia (1552, I.16 p. 133) que Yehuda Cresques a aussi construit des instruments nautiques. 
Son élève Samuel Corcos devient Marcia de Viladesters quand il doit lui aussi se convertir puis émigrer en Sicile. Yehuda Cresques peut rester sur place et aurait pu être également le « maître Jaume de Majorque » qui a été le coordinateur, dans la décennie 1420, des premiers voyages de découvertes portugais.
La plupart des chercheurs, se basant sur des recherches menées par l'historien et géographe (ca) Gonçal Reparaz i Ruiz (Sèvres, 1901 - Lima, 1984), en 1930, pensaient que Jehuda Cresques, Jaume Riba et Jaume de Majorque étaient la même personne. Des recherches plus récentes ont remis en cause cette affirmation. Le Catalan (ca) Jaume Riera i Sans fait remarquer que le cartographe qui a travaillé pour le prince Henri le Navigateur ne pouvait pas être Jehuda Cresques, puisque le premier était déjà mort en 1410 et que cette année-là, le prince n'avait que seize ans. D'autres spécialistes datent sa mort de 1427, année où le prince était âgé de trente-trois ans. La question reste controversée,.